# S-Bahn Basel
De S-Bahn Basel verbindt sinds 1997 de agglomeratie Bazel met het stadscentrum van de stad Bazel. Onder de agglomeratie vallen ook gebieden in Duitsland en Frankrijk. De S-Bahn wordt daarom behalve door de SBB ook door DB Regio, de SNCF en SBB GmbH (Duitse tak van de SBB) bediend.
De opdrachtgevers voor de S-Bahn Basel zijn de kantons Bazel-Stad, Basel-Landschaft, Aargau, Solothurn en Jura, de Duitse deelstaat Baden-Württemberg en de Franse regio Grand Est.

## Geschiedenis
Na langdurige voorbereidingen waarin verschillende juridische en technische problemen werden opgelost kon in 1997 het bedrijf gestart worden.
- De eerste lijnen werden op 1 juni 1997 in gebruik genomen. Het gaat hier om de S1 van Frick/Laufenburg – Basel SBB – Mulhouse en de S3 van Olten – Basel SBB – Laufen.
- Op 24 mei 1998 werd de frequentie op de S1 verhoogd en de S9 van Sissach – Läufelfingen – Olten in gebruik genomen.
- Op 6 januari 2002 werd de S4 van Freiburg naar Basel SBB in gebruik genomen.
- Op 15 juni 2003 werd de SBB GmbH opgericht met het doel treinen buiten Zwitserland te kunnen rijden.
- Op 12 december 2004 werd de S3 verlengd van Laufen naar Porrentruy.
- Op 12 december 2004 werd de S5 van Weil am Rhein – Lörrach – Steinen en de S6 van Basel Bad Bf. – Lörrach – Steinen – Zell (Wiesental) in gebruik genomen.

## Netwerk
Het netwerk van de S-Bahn Basel bestaat op dit moment  uit de volgende lijnen:
| Serie     | Treinsoort              | Route                                                                            | Bijzonderheden |
| --------- | ----------------------- | -------------------------------------------------------------------------------- | -------------- |
| S 1       | S-Bahn Basel (SBB)      | Basel SBB – Rheinfelden – Stein-Säckingen [– Frick] / [– Laufenburg]             |                |
| S 3       | S-Bahn Basel (SBB)      | Porrentruy – Delémont – Basel SBB – Liestal – Sissach – Olten                    |                |
| S 5       | S-Bahn Basel (SBB GmbH) | Weil am Rhein – Lörrach Hbf – Steinen (– Schopfheim – Zell (Wiesental) )         |                |
| S 6       | S-Bahn Basel (SBB GmbH) | Basel SBB – Basel Bad Bf – Lörrach Hbf – Steinen – Schopfheim – Zell (Wiesental) |                |
| S 9       | S-Bahn Basel (SBB)      | Sissach – Läufelfingen – Olten                                                   |                |
| RB 27     | Regionalbahn (DB Regio) | Basel Bad Bf – Müllheim (Baden) – Freiburg (Breisgau) Hbf                        | S-Bahn Basel   |
| RB 30     | Regionalbahn (DB Regio) | Basel Bad Bf – Rheinfelden (Baden) – Bad Säckingen – Waldshut – Lauchringen      | S-Bahn Basel   |
| TER 96100 | TER (SNCF)              | Mulhouse-Ville – Basel SBB                                                       | S-Bahn Basel   |
| TER 96200 | TER (SNCF)              | Strasbourg-Ville – Sélestat – Colmar – Mulhouse-Ville – Basel SBB                | TER 200        |

De smalspoorbaan tussen Liestal en Waldenburg wordt soms ook tot S-bahn Basel gerekend:
| Serie | Treinsoort         | Route                                        | Bijzonderheden |
| ----- | ------------------ | -------------------------------------------- | -------------- |
| WB 19 | Smalspoorbaan (WB) | Liestal – Hölstein – Niederdorf – Waldenburg |                |

Opmerkingen:
- De meeste lijnen van de S-Bahn Basel rijden om het half uur,
- Nieuw geopende haltes:
  - 1997: Basel St. Johann
  - 1999: Weil Gartenstadt en Pfädlistraße
  - 2004/5: Lörrach Schillerstraße en Dammstraße
  - 2006: Basel Dreispitz
  - 2007: Schopfheim West en Lörrach Schwarzwaldstrasse
  - 2008: Pratteln Salina Raurica, Rheinfelden Augarten en Riehen Niederholz
  - 2017: Schopfheim-Schlattholz

## Elektrische tractie
Het net van de S-Bahn Basel en het traject van Basel SBB naar Freiburg im Breisgau is geëlektrificeerd op een spanning van 15.000 volt 16 2/3 Hz wisselstroom. Het traject van Mulhouse naar  Basel SNCF is geëlektrificeerd met een spanning van 25.000 volt 50 Hz wisselstroom.
In het station van Bazel bevindt zich tussen Basel SNCF en Basel SBB een sluis waar beide spanningssoorten gescheiden blijven. Op dit deel is een bovenleiding zonder spanning aanwezig. De elektrische locomotieven worden hier met een diesellocomotief of een elektrische meerspanninglocomotief gerangeerd.
Het traject van Basel Bad Bf naar Waldshut is niet geëlektrificeerd.

## Plannen
Het eerste grote uitbreidingsproject van de S-Bahn was het moderniseren van de Wiesentalbahn. Hierdoor werden er nieuwe stations in Lörrach en Weil am Rhein geopend en alle andere haltes aangepast.

## Projecten
De S-Bahn van Basel kampt met het ontbreken van een doorgaand traject door het centrum alsmede het ontbreken van een ontsluiting van de binnenstad van Bazel. Op lange termijn kan een ondergrondse keerlus die het station Basel SBB met twee tunnelstations in het stadscentrum van Groot Bazel en twee tunnelstations in het Messe centrum van Klein Bazel verbindt de oplossing zijn. Mocht dit doorgaan dan zullen op de betreffende stations de lijnen S1, S3, S4, S5 en S6 dusdanig ingelegd worden dat op het 'City-traject' er om de 7½ minuut een trein zal rijden.

### Centrumvariant 3
De centrumvariant ontsluit de bestaande knooppunten met twee tunnelstations, te weten de stations Barfusserplatz en Marktplatz in het stadscentrum van Groot-Bazel en de tunnelstations Clarestrasse en Messeplatz in het Messe centrum van Klein Bazel. Hier zijn nog een tweetal subvarianten mogelijk. De Bazelse regering maakte op 20 november 2007 bekend dat naar deze varianten nog een studie zal volgen.

### Noordelijke variant
De noordelijke variant ontsluit de toekomstige ontwikkelingsgebieden bij de Rheinhäfen, St. Johann en Klybeck. Het traject van Basel-St. Johann naar het station Badischen Bahnhof is in dit geval als een viaduct voorzien. Dit betreft een goedkopere variant dan de Centrumvariant.
- lengte noordelijke variant: 7,7 km
- lengte centrumvariant: 4,3 - 4,8 km
- referendum (gepland): 2020
- begin bouwwerkzaamheden (gepland): 2021
- ingebruikname (gepland): 2028